# La Lune à trois coins

La Lune à trois coins (titre original : Three Cornered Moon) est un film américain réalisé par Elliott Nugent et sorti en 1933.

## Synopsis
Une famille aisée de New York perd tout son argent lors de la Crise de 1929, et essaye de trouver un moyen de sortir de cette situation difficile.

## Fiche technique
- Titre original : Three Cornered Moon
- Réalisation : Elliott Nugent
- Musique : John Leipold
- Production : Paramount Pictures
- Lieu de tournage : Studios Paramount, Los Angeles
- Image : Leon Shamroy
- Montage : Jane Loring
- Scénario : Ray Harris, S.K. Lauren, d'après une pièce de Gertrude Tonkonogy
- Durée : 77 minutes
- Dates de sortie :
  - États-Unis : 8 août 1933
  - France : 26 janvier 1934

## Distribution
- Claudette Colbert : Elizabeth Rimplegar
- Richard Arlen : Dr. Alan Stevens
- Mary Boland : Nellie Rimpleger
- Wallace Ford : Kenneth Rimpleger
- Lyda Roberti : Jenny
- Tom Brown : Eddie Rimplegar
- Joan Marsh : Kitty
- Hardie Albright : Ronald
- William Bakewell : Douglas Rimplegar
- Sam Hardy : Hawkins
- Edward Gargan (non crédité) : Mike, le propriétaire